# Valeria Caracuta
Valeria Caracuta (San Pietro Vernotico, 14 dicembre 1987) è una pallavolista italiana, palleggiatrice del Melendugno.

## Carriera

### Club
La carriera di Valeria Caracuta inizia nel 2002, tra le file della Pallavolo Femminile Ugento, con cui disputa il campionato di Serie C; al termine della stagione passa alla Assi Manzoni Brindisi, con cui disputa il campionato di Serie B1. Tra il 2004 ed il 2007 gioca nel San Vito, con cui ottiene la promozione dalla Serie B2 alla Serie B1 nel 2005. Nella stagione 2007-2008 gioca nella Azzurra Casette, con cui ottiene la promozione in Serie A2. La stagione successiva esordisce nel campionato di serie, vestendo nuovamente la maglia del San Vito.
Nella stagione 2009-10 esordisce in Serie A1, ingaggiata dalla Castellana Grotte; durante la sua prima stagione nella massima serie, viene impiegata come riserva di Ludovica Dalia, nella stagione 2010-11 viene promossa titolare.
Nella stagione 2011-12 passa al Busto Arsizio, con la quale si aggiudica la Coppa Italia, la Coppa CEV e lo scudetto, mentre nella stagione successiva vince la Supercoppa italiana.
Nell'annata 2013-14 viene ingaggiata dal River di Piacenza, bissando per due volte il successo nella Supercoppa italiana e la vittoria nella Coppa Italia e del campionato.
Nella stagione 2015-16 si trasferisce in Francia, nel Venelles, militante in Ligue A: tuttavia già per il campionato successivo rientra in Italia per militare nella Golem di Palmi, in Serie A2, che poi lascia a metà annata per tornare nuovamente al club piacentino in Serie A1.
Nell'annata 2017-18 si accasa alla SAB di Legnano, mentre in quella 2018-19 è alla Savino Del Bene e in quella 2019-20 alla Millenium Brescia, sempre in massima divisione; nel gennaio 2020 la formazione lombarda rescinde il contratto con Valeria, che poco dopo si accorda con le polacche del ŁKS per la seconda parte della Liga Siatkówki Kobiet 2019-20.
Per la stagione 2020-21 è nuovamente in Serie B1, accettando la proposta dell'Aragona, con cui conquista la promozione: resta nello stesso club, in Serie A2, anche per la stagione 2021-22, prima di scendere nuovamente in Serie B1 nell'annata 2022-23, quando viene ingaggiata dal Melendugno.

### Nazionale
Durante l'estate 2009 ottiene le prime convocazioni in nazionale.
Partecipa ai Giochi del Mediterraneo di Mersin 2013, convocata dal commissario tecnico Marco Mencarelli, e vince la medaglia d'oro.

## Palmarès

### Club
- Campionato italiano: 2

2011-12, 2013-14
- Coppa Italia: 2

2011-12, 2013-14
- Supercoppa italiana: 3

2012, 2013, 2014
- Coppa CEV: 1

2011-12

### Nazionale (competizioni minori)
- Giochi del Mediterraneo 2013